# Ernst Beutler

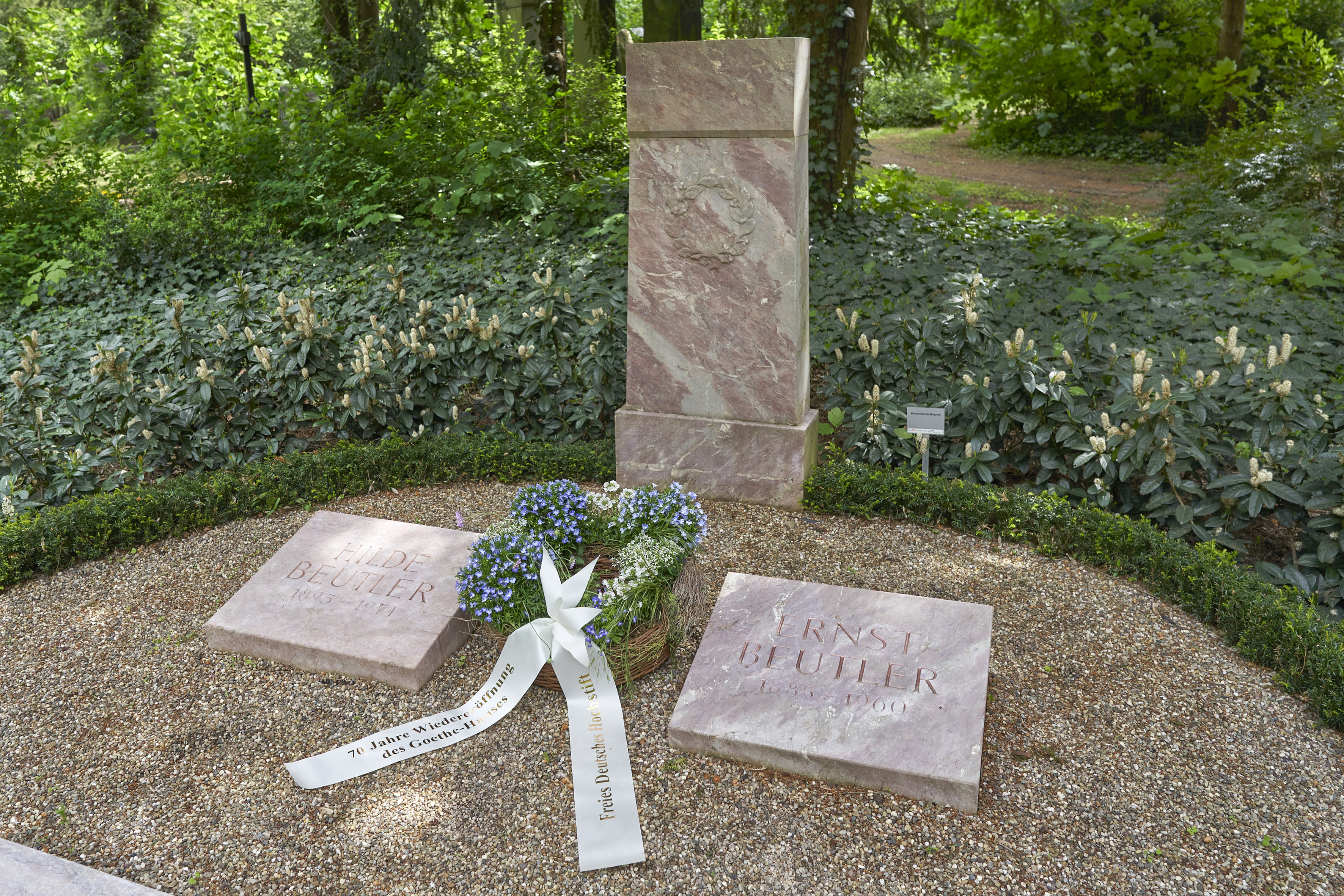
Grab von Ernst Beutler auf dem Frankfurter Hauptfriedhof (Mai 2021)

Ernst Beutler um 1930

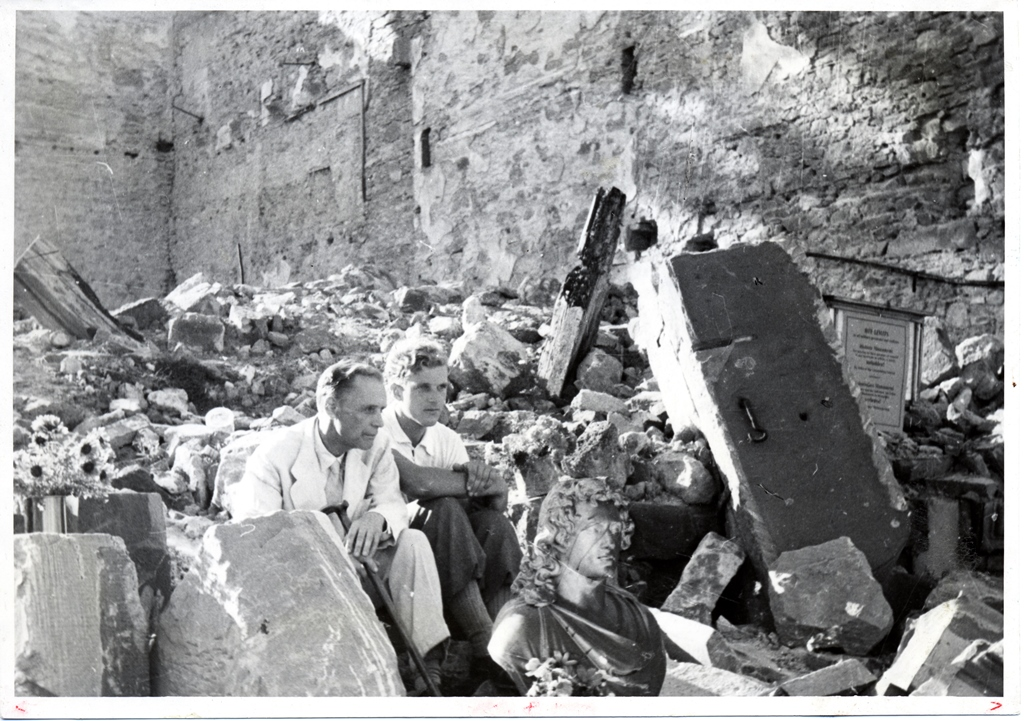
Ernst und Christian Beutler in den Ruinen des Frankfurter Goethe-Hauses am Goethe-Geburtstag 1945

Ernst Beutler (* 12. April 1885 in Reichenbach im Vogtland; † 8. November 1960 in Frankfurt am Main) war ein deutscher Literaturhistoriker und Goethe-Forscher.

## Leben
Ernst Beutler war der Sohn des Kaufmanns Hugo Beutler und dessen Ehefrau Anna, geb. Wenck. Er besuchte das Gymnasium in Altenburg und studierte von 1904 bis 1911 Klassische Philologie und Geschichte an den Universitäten von Tübingen und Leipzig. Während seines Studiums wurde er Mitglied beim Verein Deutscher Studenten Leipzig. Nach seiner Dissertation (Vom griechischen Epigramm im 18. Jahrhundert, 1909) folgte 1911 das Staatsexamen für den Schuldienst. 1912 wechselte Beutler nach Hamburg, wo er bis 1925 als Bibliotheksrat an der Staats- und Universitätsbibliothek Hamburg in der Handschriftenabteilung tätig war. 1925 habilitierte sich Ernst Beutler an der Universität Hamburg mit Forschungen und Texten zur frühhumanistischen Komödie. Aus seiner Hamburger Zeit stammen auch die Verbindungen zur Kulturwissenschaftlichen Bibliothek und deren Gründer Aby Warburg. Am 1. Oktober 1925 folgte Ernst Beutler dem Ruf als Direktor des Freien Deutschen Hochstifts und Leiter des Goethemuseums. Er übernahm das Institut in unsicheren Zeiten und modernisierte es, indem er neue Publikationsreihen initiierte und das Veranstaltungsprogramm reformierte. Philosophen wie Karl Jaspers und Martin Heidegger sprachen im Hochstift und Dichter wie Franz Werfel, Else Lasker-Schüler und Robert Musil lasen aus ihren Werken. 1927 nahm er zusätzlich einen Lehrauftrag als Honorarprofessor an der Universität Frankfurt an. Seit 1929 organisierte er die Volksspende für Goethes Geburtsstätte mit Reichspräsident Paul von Hindenburg als Schirmherrn. Mit dieser Geldsammlung im In- und Ausland gelang es, das Frankfurter Goethe-Haus zu sanieren und ein neues Frankfurter Goethe-Museum zu errichten, das im Goethejahr 1932 durch Thomas Mann eröffnet wurde.
Beutler war einer der vier Mitbegründer des Goethe-Preises der Stadt Frankfurt und seit 1930 Kuratoriumsmitglied. Neben Johann Wolfgang von Goethe wurde unter Beutler die Literatur der deutschen Romantik zum Sammlungsschwerpunkt, um das Hochstift zu einem Zentrum der Romantikforschung auszubauen und das Fundament für das spätere Deutsche Romantik-Museum zu legen. In den Jahren der NS-Diktatur wurden Beutler und das Freie Deutsche Hochstift wegen seiner liberalen Gesinnung Zielscheibe von Angriffen der Machthaber. NS-Stellen hielten Beutler für politisch und weltanschaulich unzuverlässig und versuchten ihn aus dem Amt zu drängen. Im September 1937 entzog man ihm aufgrund nichtarischer Versippung (seine Ehefrau galt als Halbjüdin) die Lehrerlaubnis an der Frankfurter Universität.
Er rettete im Zweiten Weltkrieg die Bibliothek, das Inventar und etliche Dokumente des Goethe-Hauses, indem er sie mit einigen Mitarbeitern an insgesamt 18 Orten auslagern ließ. Das historische Frankfurter Goethe-Haus wurde zudem mit allen Details durch Zeichnungen von Städelschülern und Fotos dokumentiert. Dadurch konnte das Haus nach der Zerstörung durch einen Bombenangriff am 22. März 1944 historisch getreu wieder aufgebaut werden. Den originalgetreuen Wiederaufbau nach 1945 setzte Beutler – gegen heftige Widerstände des Deutschen Werkbunds – durch. Der heftige öffentliche Streit um den Wiederaufbau des Goethe-Hauses war die erste Nachkriegsdebatte zu der Frage, wie mit der jüngsten Geschichte umzugehen sei. Der Streit zwischen den Vertretern einer progressiven Architektur und den Befürwortern einer schöpferischen Rekonstruktion wurde mit Bedacht am Frankfurter Goethe-Haus entzündet, das ein nationales Kulturdenkmal mit großer Reputation im In- und Ausland war und daher ein exponiertes Beispiel für eine nationale Diskussion abgab. Im Sommer 1947 legte der französische Dichter André Gide den Grundstein zum Wiederaufbau und am 10. Mai 1951 übergab Bundespräsident Theodor Heuss das wiedererstandene Frankfurter Goethe-Haus der Öffentlichkeit. Das Frankfurter Goethe-Museum folgte 1954.
Beutler wurde im Jahr 1946 ordentlicher Professor an der Universität Frankfurt und veröffentlichte zahlreiche Schriften, darunter seine 24-bändige Goethe-Ausgabe (Artemis-Gedenkausgabe) aus den Jahren 1948 bis 1954. Einer seiner bekanntesten Schüler war Peter Boerner. In den 1950er Jahren gelang es ihm zudem, die Sammlung mit Handschriften der Romantik erheblich auszubauen. Vor allem Handschriften von Clemens Brentano und Novalis sicherte er für das Hochstift. Kurz vor seinem Tod erhielt er als einziger Literaturwissenschaftler den Goethepreis der Stadt Frankfurt am Main für seine „außerordentlichen Verdienste um den Goetheschen Geist“. Seit 1954 war er Mitglied der Deutschen Akademie für Sprache und Dichtung, seit 1959 Mitglied des Ordens Pour le Mérite für Wissenschaften und Künste. Zwischen 1925 und 1958 war Beutler zudem Vorstandsmitglied und Vizepräsident der Goethe-Gesellschaft Weimar.

## Ehrungen
- 1953: Großes Verdienstkreuz der Bundesrepublik Deutschland
- 1959: Goethe-Schiller-Plakette der Nationalen Forschungs- und Gedenkstätten, Weimar
- 1960: Goethepreis der Stadt Frankfurt am Main
- 1960: Ehrendoktorwürde der Universität Rom

## Schriften (Auswahl)
- Vom griechischen Epigramm im 18. Jahrhundert. Leipzig 1909 (Dissertation)
- Forschungen und Texte zur frühhumanistischen Komödie. Hamburg 1927
- Goethe, Faust und Urfaust. Erläutert von Ernst Beutler. Leipzig 1939. 2. erweiterte Auflage 1940. 3. Auflage 1951. Nachdrucke Wiesbaden 1953, Bremen 1958
- Essays um Goethe. Leipzig 1941. 2. erweiterte Auflage 1943. 5., neu durchgesehene Auflage, Bremen 1957. 6. Auflage 1962. 7., vermehrte Auflage, Zürich 1970. Erweiterte Frankfurter Ausgabe, Frankfurt 1995
- Besinnung. Ansprache zur Feier von Goethes Geburtstag. Wiesbaden 1946
- Der König in Thule und die Dichtungen von der Lorelay. Ein Essay. Zürich 1947
- Johann Peter Eckermann, Leben und Werk. Einführung zur Gedenkausgabe von Goethes Werken. Zürich 1948
- Neunzig Jahre Freies Deutsches Hochstift: Rückblick und Ausblick. 10. November 1949. Wiesbaden 1949
- mit Josefine Runmpf: Bilder aus dem Frankfurter Goethe-Museum. Frankfurt 1949
- Wiederholte Spiegelungen. Drei Essays über Goethe. Göttingen 1957
- Am grossen Hirschgraben. Goethes Vater, Schwester und Mutter . Zürich/München 1981

Herausgeberschaft
- Gustav Schwab: Sagen des klassischen Altertums. 2. Bände, Leipzig 1909 (genauer und möglichst unveränderter Abdruck der Ausgabe letzter Hand, mit einem Nachwort)
- Johann Wolfgang von Goethe: Gedenkausgabe der Werke, Briefe und Gespräche. 24 Bände, Zürich 1949ff.

Beteiligung an Herausgeberschaften Anderer
- Hans Wahl und Anton Kippenberg (Hrsg.): Goethe und seine Welt. Unter Mitwirkung von Ernst Beutler, Inselverlag Leipzig 1932.[6]